# AN/SPS-52
L'AN/SPS-52 è un radar di ricerca 3D a lungo raggio operante in banda E progettato dalla Hughes, che ha equipaggiato numerosissime classi di unità navali della US Navy oltre che di altre Marine di paesi alleati degli Stati Uniti che è stato anche imbarcato a bordo delle navi della Marina Militare Italiana.

## Caratteristiche
Il radar AN/SPS-52 è stato sviluppato negli anni sessanta sulla base del radar AN/SPS-39, primo radar con tecnologia "scanning frequenza" (FRESCAN), del quale risulta una versione migliorata. Il radar AN/SPS-52 è in grado di rilevare bersagli aerei a distanze superiori ai 200 miglia nautiche ed essendo un radar tridimensionale determina oltre alla posizione anche l'altezza, trasmettendo queste informazioni al sistema di combattimento e al radar del controllo del fuoco.
L'antenna planare impiega la frequenza di scansione dirigendo il fascio radar in grado di stabilire l'altitudine di obbiettivi al di sopra dei 100.000 piedi.
Caratteristiche del radar sono la frequenza variabile, il cambiamento dell'asse del fascio radar e la scansione che può essere realizzata in elevazione o in anzimut.
La variazione di frequenza rendere questo radar più resistente al jamming, inconveniente più difficoltoso da risolvere con l'adozione di una frequenza fissa.
Alcune limitazioni che la frequenza di scansione impone sono invece un grande impiego della banda di frequenza disponibile, che essendo utilizzata per la scansione, non potrà venire impiegata per ottimizzare la risoluzione degli obiettivi, e in fase di ricezione dover gestire una banda molto ampia, con il ricevitore che dovrà quindi essere in grado di spostare il centro della sua larghezza di banda più stretta con la frequenza di trasmissione.
Nella versione iniziale il radar è stato immediatamente compatibile con il sistema di combattimento AN/SYS-1.
La versione AN/SPS-52B: ha introdotto la tecnologia M.T.I. (dall'inglese Moving Target Indicator, che significa "indicatore di bersaglio mobile") per la soppressione degli echi provenienti da bersagli fissi, non in moto relativo rispetto all'antenna per evidenziare gli echi da oggetti in movimento, che altrimenti potrebbero essere mascherati.
Con la versione SPS-52C nel 1977 è stata introdotta la stabilizzazione digitale e tale versione costituisce l'ultimo aggiornamento ed è caratterizzata da sostanziali miglioramenti, tra cui una copertura della distanza di oltre 240 miglia nautiche, e si è dimostrata anche notevolmente più affidabile per via di accorgimenti costruttivi che l'hanno reso più solido e per l'aggiunta delle eccellenti funzioni incorporate durante le prove.

## Utilizzatori

### US Navy
Nella US Navy il radar ha equipaggiato numerose classi navali tra cui le fregate Classe Brooke, i cacciatorpediniere Classe Charles Adams, le navi d'assalto anfibio Classe Tarawa e Classe Wasp, gli incrociatori Classe Galveston e Classe Providence. Il radar è stato sostituito nelle unità navali più nuove dal radar AN/SPS-48.

### Marina Militare
Nella Marina Militare il radar ha equipaggiato l'incrociatore lanciamissili portaelicotteri Vittorio Veneto, e i cacciatorpediniere Classe Audace e Classe De la Penne e la portaerei leggera Garibaldi.

## Versioni
- AN/SPS-52A: Versione base
- AN/SPS-52B: Introduzione della tecnologia M.T.I. (dall'inglese Moving Target Indicator, che significa "indicatore di bersaglio mobile") per la soppressione degli echi provenienti da bersagli fissi
- AN/SPS-52C: Versione entrata in servizio nel 1978 completamente digitalizzata e ampiamente modernizzata nell'elettronica, con maggiore affidabilità e maggiore resistenza alle interferenze, modifiche che l'hanno resa compatibile con il sistema di combattimento AN/SYS-2

## Dati tecnici
- Dimensioni antenna (L x H): 4,2 x 4,3 m
- Frequenza: da 2,9 a 3,10 GHz
- Alimentazione: Gamma 1 MW
- Portata: 390-450 km
- Altezza massima di rilevamento:> 30,5 km.